# آشیله کانا
آشیله کانا (ایتالیایی: Achille Canna؛ زادهٔ ۲۴ ژوئیه ۱۹۳۲) بازیکن بسکتبال اهل ایتالیا بود. وی در بازی‌های المپیک تابستانی ۱۹۵۲ و ۱۹۶۰ شرکت کرده‌است.